# Estación de Nuits-Saint-Georges
La estación de Nuits-Saint-Georges es una estación ferroviaria francesa de la línea París - Marsella, situada en la comuna de Nuits-Saint-Georges, en el departamento de Côte-d'Or, en la región de Borgoña-Franco Condado. Por ella transitan únicamente trenes regionales que unen Dijon con Chalon-sur-Saône.

## Situación ferroviaria
La estación se encuentra en la línea férrea París-Marsella (PK 336,647). 

## Descripción
La estación se compone de dos andenes laterales y de dos vías. Dispone de atención comercial toda la semana y de máquinas expendedoras de billetes.

## Servicios ferroviarios

### Regionales
Los TER Borgoña enlazan Dijon con Chalon-sur-Saône.